# Care Net
Care Net es una organización provida religiosa cristiana evangélica  de centros de embarazo de crisis fundada en 1975 con sede en el norte de Virginia, opera principalmente en los Estados Unidos. Sus centros buscan persuadir a las personas para que no se practiquen un aborto siendo así la red de afiliación de centros de embarazo más grande de Estados Unidos.

## Historia
Según su literatura, Care Net fue influenciado por el liderazgo del excirujano general de los  Estados Unidos. Dr. C. Everett Koop y el apologista cristiano Dr. Francis Schaeffer. La organización fue fundada en 1975 como el Consejo de Acción Cristiana por el Dr. Harold OJ Brown, con su enfoque principal para involucrar a los evangélicos en la respuesta a la "crisis del aborto". Abrió su primer centro de embarazo de crisis en 1983.
En la década de 1990, la misión de la organización cambió hacia el apoyo a los centros de embarazo en crisis contra el aborto; en 1999, la organización cambió su nombre a Care Net. Hoy, Care Net tiene más de 1,100 centros de embarazo afiliados en América del Norte. En 2012, Roland C Warren, expresidente de la Iniciativa Nacional de Paternidad , se unió a Care Net como presidente y CEO.

## Actividades
Además de aconsejar a los usuarios contra el aborto, los centros afiliados a Care Net proporcionan servicios como refugio temporal, ayuda con empleos, solicitudes de deudas y asistencia social, estudio bíblico y suministros para bebés, como ropa usada, pañales y fórmula. Care Net, como otras redes de CPC, promociona información médica mente disputada o desacreditada sobre los supuestos riesgos de salud del aborto; a veces localiza sus centros cerca de las clínicas de Planned Parenthood y usa letreros que dicen "¿Embarazada? ¿Considera el aborto? Servicios gratuitos", o los anuncia como si fueran clínicas médicas. Algunas clínicas afiliadas a Care Net ofrecen ultrasonidos.  Los centros de embarazo Care Net han sido honrados por al menos quince legislaturas estatales, según la organización de defensa Americanos Unidos por la vida.

## Naturaleza religiosa
Care Net requiere que todos los empleados y voluntarios de los centros afiliados sean cristianos y cumplan con una declaración de fe.